# John Gee
John Gee, var en brittisk bobåkare. Han deltog vid olympiska vinterspelen 1928 i Sankt Moritz och placerade sig på nionde plats.